# Selurinačka mikroregija
Selurinačka mikroregija (mađ. Szentlőrinci kistérség) je mikroregija u Baranjskoj županiji u Mađarskoj.
U njoj se nalazi 20 naselja, u kojima ukupno živi 15.447 (2005.) stanovnika. Ukupne je površine 270,29 km2, a gustoća naseljenosti je 57,15 ljudi na km2.
Sjedište mikroregije je gradić Selurinac.
Graniči sa svim sigetskom mikroregijom na zapadu, šaškom na sjeveru, pečuškom na istoku i šeljinskom na jugu.

## Naselja
Hrvatska imena naselja prema.
| Ime                | Mađarski naziv    | Površina (km2) | Br. stanovnika |
| ------------------ | ----------------- | -------------- | -------------- |
| Bičir, Bičer       | Bicsérd           | 19,75          | 985            |
| Boda               | Boda              | 15,42          | 425            |
| Bikeš              | Bükkösd           | 30,15          | 1295           |
| Valinje, Velinjevo | Velény            | 7,09           | 176            |
| Gredara            | Gerde             | 12,76          | 583            |
| Breka              | Dinnyeberki       | 8,58           | 115            |
| Natfara            | Gyöngyfa          | 8,74           | 153            |
| Zuka               | Zók               | 8,93           | 291            |
| Kacsóta            | Kacsóta           | 9,50           | 298            |
| Királyegyháza      | Királyegyháza     | 22,86          | 1048           |
| Korvođa            | Okorvölgy         | 3,11           | 94             |
| Pécsbagota         | Pécsbagota        | 6,07           | 120            |
| Sumony             | Sumony            | 20,21          | 508            |
| Szabadszentkirály  | Szabadszentkirály | 12,69          | 784            |
| Szentkatalin       | Szentkatalin      | 13,31          | 155            |
| Selurinac          | Szentlőrinc       | 27,80          | 7258           |
| Eleš               | Helesfa           | 9,87           | 568            |
| Tević              | Hetvehely         | 21,38          | 497            |
| Čerda              | Cserdi            | 6,46           | 350            |
| Senta              | Csonkamindszent   | 5,52           | 176            |